# Plaza de Viriato (Zamora)
La plaza de Viriato es un espacio urbano en la ciudad de Zamora (España). Su actual nombre se debe a la estatua del escultor zamorano Eduardo Barrón dedicada a Viriato. Se encuentra cercana a la plaza Mayor (conectadas por la Calle Ramos Carrión) y resulta ser un centro urbano por agrupar en torno a ella el edificio de la Diputación Provincial (antiguo Hospital de la Encarnación), el Parador de Zamora (antiguo Palacio de los Condes de Alba y Aliste) y la Oficina de Información y Turismo en el moderno edificio Las Arcadas. Es lugar de paso de algunas procesiones de la Semana Santa zamorana, siendo la más destacada la que realiza la Cofradía del Cristo Yacente que realiza el "canto del miserere" en la Plaza y las Siete Palabras de la Hermandad Penitencial de las Siete Palabras. 

## Historia
Su nombre histórico originario era «Plazuela de la Hierba» (o «Plazuela de la Yerba») debido a la compra-venta que se hacía en ella. Pasó a denominarse en el siglo xix como «Plaza de Cánovas del Castillo» en honor del político, tras una visita que hizo a la ciudad acompañando a Alfonso XII, y posteriormente del Hospital. En enero de 1904 se coloca la estatua de Viriato en el centro de la plaza y recibe el nombre del popular pastor lusitano que luchó contra el Imperio romano: Viriato. En 1971 se desplaza el monumento del centro de la plaza y se coloca en una de sus esquinas.

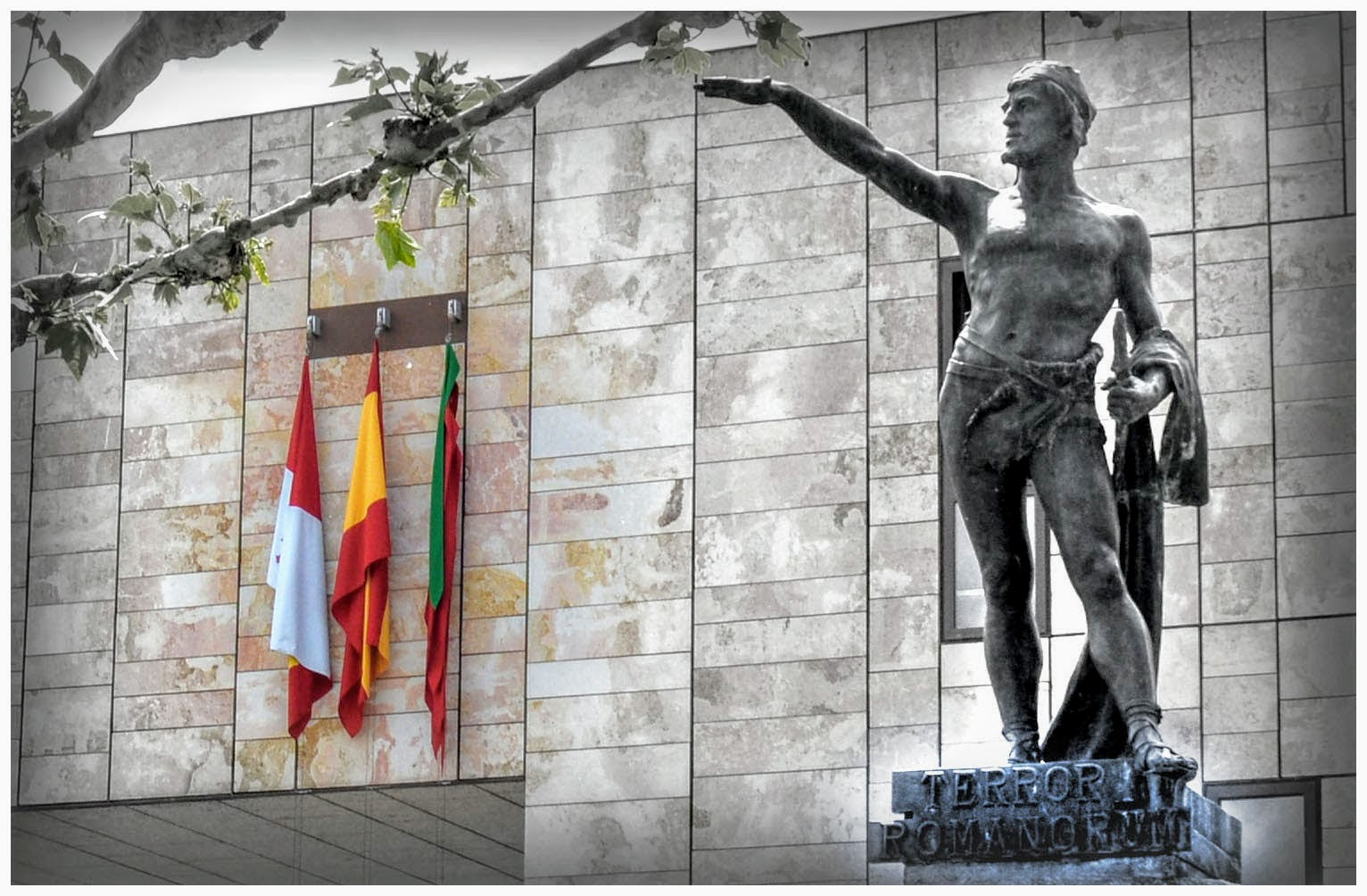
Estatua de Viriato, de Eduardo Barrón

La Diputación Provincial establece su sede en el antiguo Hospital de la Encarnación (que es traza de Juan de Mora en el siglo xvii) convirtiendo el espacio en un centro administrativo. Muchas de las procesiones de Semana Santa hacen su recorrido por la Plaza. La Cofradía del Cristo Yacente hace desde 1914 la parada del canto del Miserere: el Miserere mei Deus entonado por los cofrades. A mediados del siglo xx se planta en la plaza una enrejada de plátanos de sombra injertados (Platanus × hispanica).